# De Puinruimer

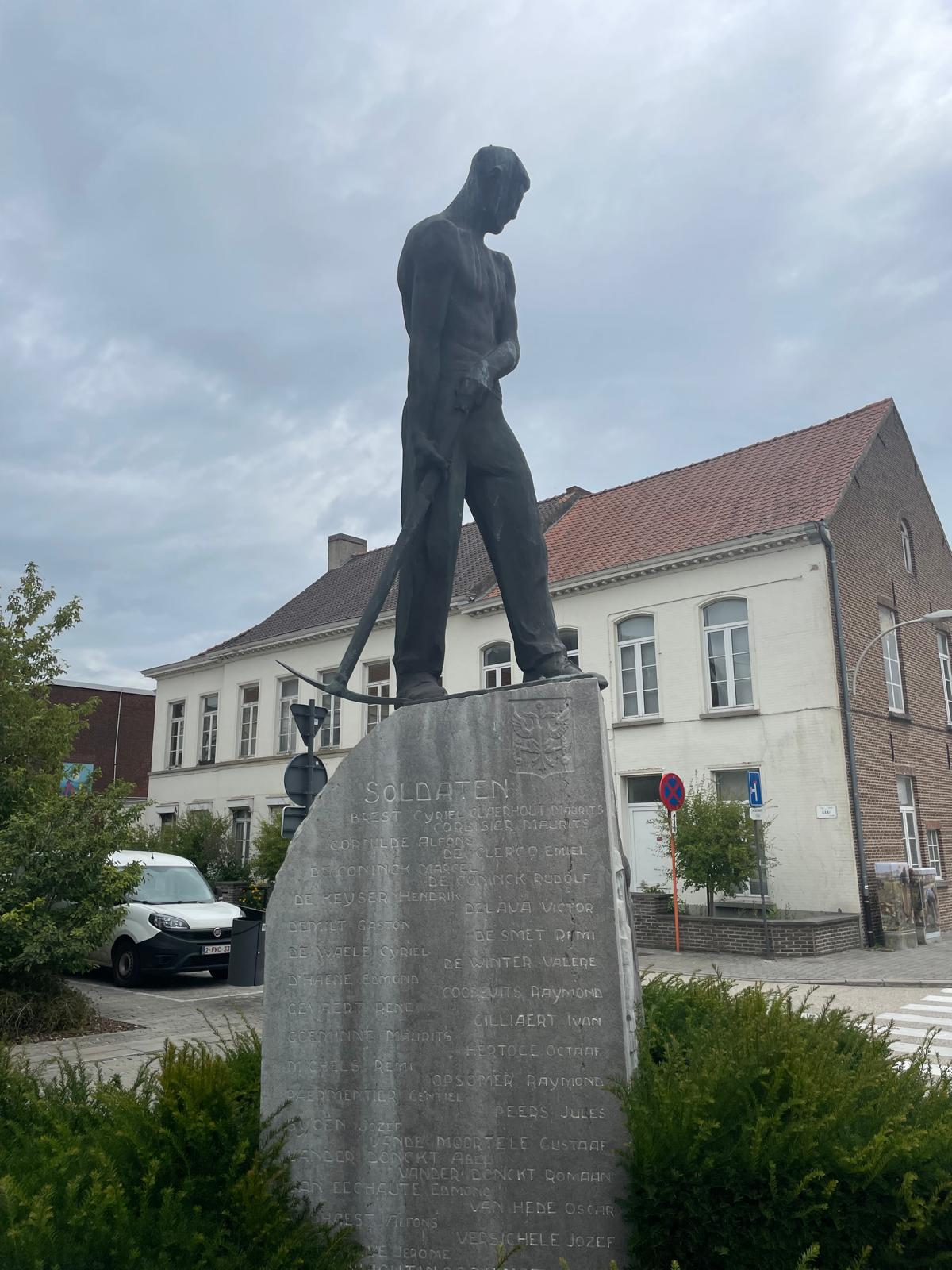
Oorlogsmonument De Puinruimer te Deinze afgebeeld vanuit vooraanzicht.

De Puinruimer, ook bekend als Le Piocheur, is een herdenkingsmonument in de Belgische stad Deinze, naast de Onze-Lieve-Vrouwekerk. Het monument werd ontworpen door de beeldhouwer Antoon Van Parys en ingehuldigd op 8 oktober 1922 ter nagedachtenis van de gesneuvelden en slachtoffers van de Eerste Wereldoorlog.
In de loop van de twintigste eeuw werd het monument uitgebreid tot een bredere herdenkingsplaats voor de slachtoffers van beide wereldoorlogen. De inhuldiging was in aanwezigheid van prins Leopold, later Koning Leopold III.

## Ontwerp en vormgeving
Het monument toont een jonge man met ontbloot bovenlichaam en krachtige houding, die met een pikhouweel puin ruimt, vandaar de naam "Puinruimer". Deze figuur symboliseert niet alleen het fysieke werk van het opruimen na oorlog, maar ook de morele wederopbouw en hoop die nodig zijn om een samenleving terug op te bouwen. Het model voor dit beeld was Emiel Vanden Berghe, een voormalige brandweerman uit Deinze. 
De sculptuur rust op een arduinen voetstuk dat rijkelijk is voorzien van symbolische reliëfs. Aan de voorzijde wordt een gesneuvelde soldaat door een boerenjongen en een ongewapende kameraad van het slagveld gedragen. Aan de achterzijde is een vrouwenfiguur met stralenkrans afgebeeld, die als allegorie van de overwinning fungeert. De stijl van het beeld doet denken aan het werk van Constant Meunier, met wie Van Parys een voorkeur deelt voor realistische, plechtige figuren die arbeiders en lijdende mensen verbeelden.
Op de linker- en rechterzijkant van het voetstuk zijn inscripties aangebracht met de namen van de gevallen soldaten, opgeëisten en burgerlijke slachtoffers van Deinze.
Aan de achterzijde staat in dichtvorm een rouwvers gegraveerd:
“Aan hen die hopen bleven / Binst zielesmart en rouw / Aan hen die ’t land getrouw / Den oorlog overleven / II nov 1918”.
Een opvallende toevoeging is een afzonderlijke plaat met de inscriptie: “Ferdinand Libor Slock, laf vermoord door de Duitschers te Brugge, 17 september 1915” — een persoonlijke verwijzing naar een van de eerste burgerslachtoffers van de stad.

## Symboliek
In tegenstelling tot veel andere monumenten uit het interbellum straalt De Puinruimer geen heroïek of nationalistische trots uit. Van Parys omschreef zijn creatie bewust als een “vredesmonument” in plaats van een overwinningsteken. Het beeld belichaamt verdriet, waardigheid en arbeid in de nasleep van zinloos geweld. Met zijn ingetogenheid en krachtige soberheid getuigt het van de overtuiging dat ware herdenking geen militair vertoon vereist, maar een plaats van stilte, collectief geheugen en morele reflectie moet zijn.
Het monument groeide dan ook uit tot een universeel herdenkingsteken, dat niet enkel soldaten van de Eerste Wereldoorlog eert, maar in latere jaren ook werd aangevuld met de namen van burgerslachtoffers uit de Tweede Wereldoorlog. Op een kleine open vlakte voor het beeld ligt een arduinen boekvormig monument met gegraveerde namen van die slachtoffers, een stille aanvulling die het herdenkend karakter versterkt.

## Geschiedenis en erfgoederkenning
Na de inhuldiging in 1922 op het Sint-Poppoplein bleef De Puinruimer decennialang op die plek staan. In de loop van de twintigste eeuw werd het monument verschillende keren onderwerp van debat, vooral in verband met stadsherinrichtingen. In 1959 was er sprake van een mogelijke verplaatsing, wat op verzet stuitte. Uiteindelijk werd het monument in het begin van de 21e eeuw, tijdens de heraanleg van het stadscentrum, verplaatst naar de huidige locatie op het Marktplein naast de kerk. Deze ingreep ging gepaard met de nodige omzichtigheid en respect voor de oorspronkelijke betekenis.
In 2011 werd het beeld beschermd als monument door de Vlaamse overheid. In 2023 kreeg het bovendien de status van vastgesteld bouwkundig erfgoed, wat erkent dat het niet alleen artistiek, maar ook historisch en maatschappelijk een waardevolle getuige is van de lokale en nationale herinneringscultuur.
Het monument werd enkele jaren voor deze officiële erkenningen gerestaureerd door Wilhelmina Barbé-De Gucht, wat opnieuw aantoont hoe sterk de betrokkenheid van Deinze blijft bij dit erfgoedstuk.

## Galerij

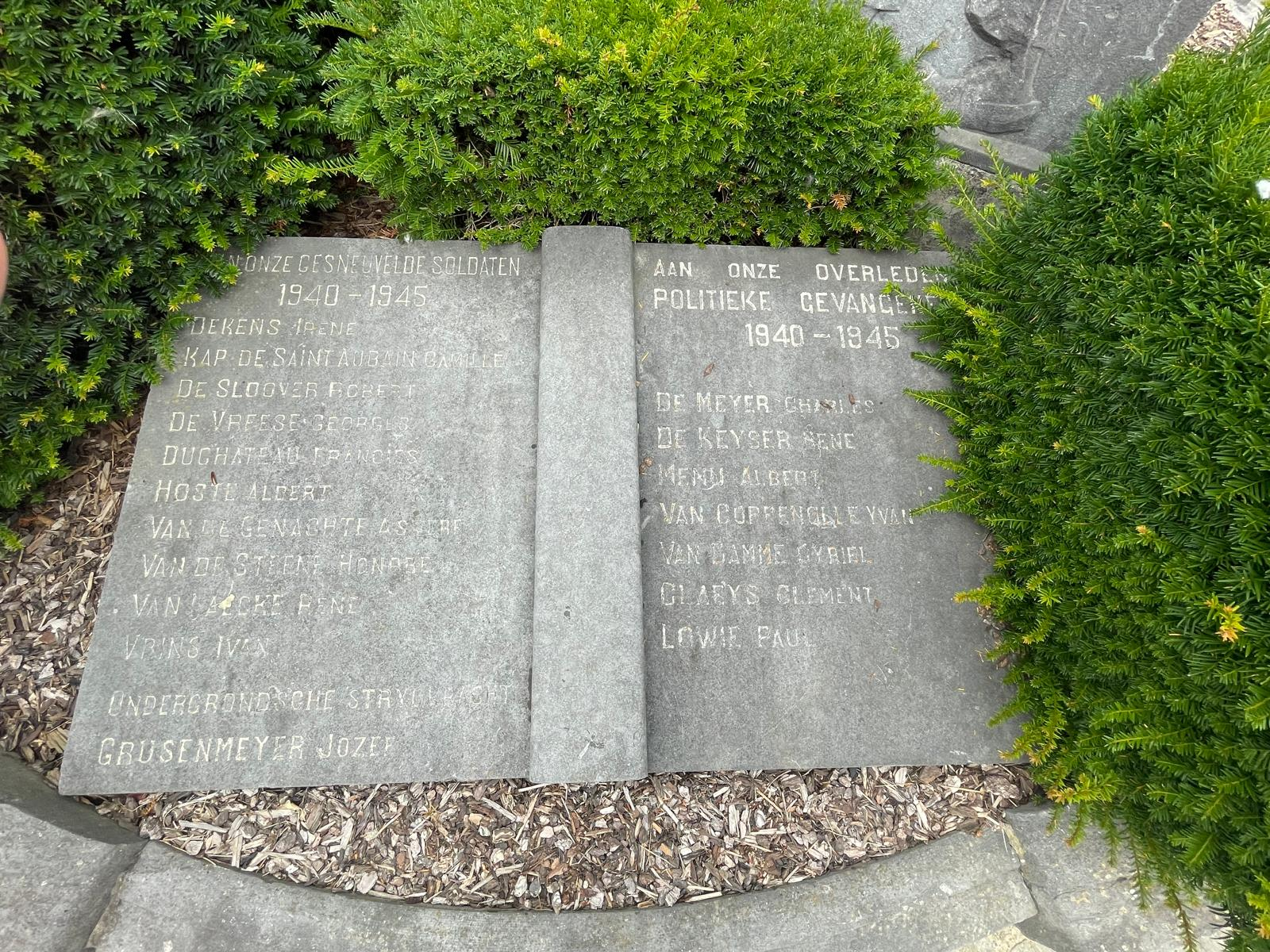
Arduinen boek met opschrift gevallen soldaten
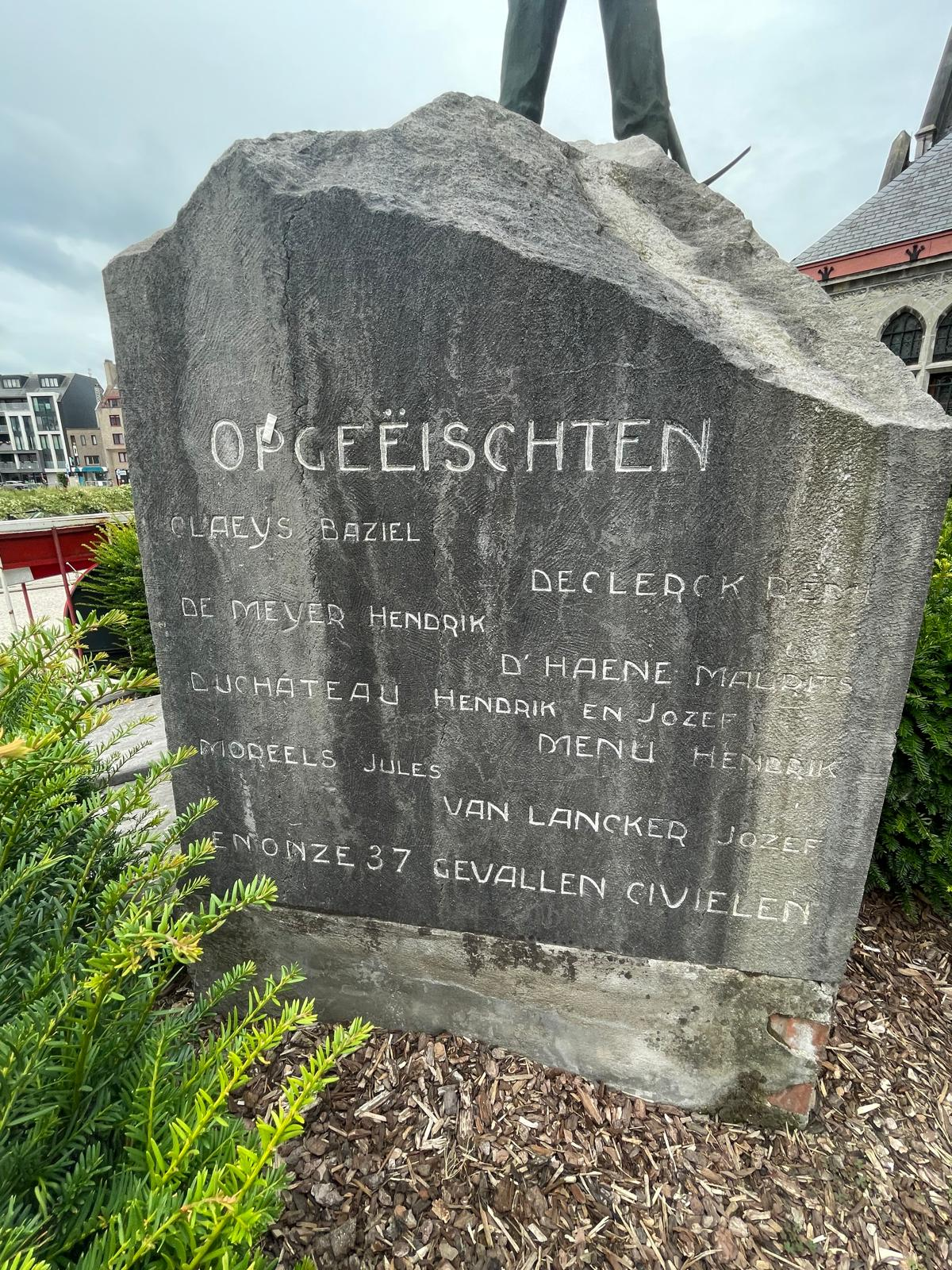
Opschrift gevallen soldaten
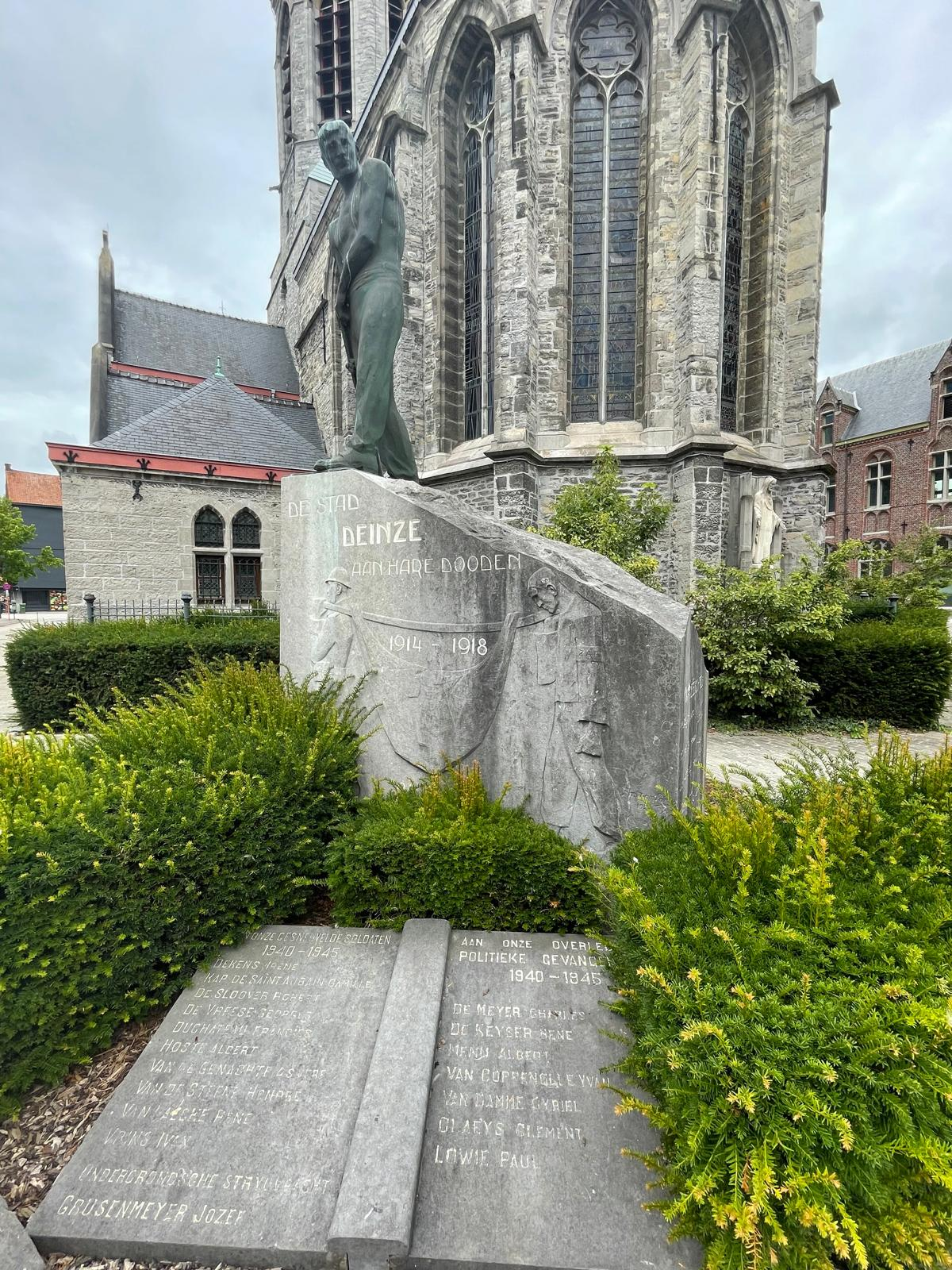
Zijaanzicht
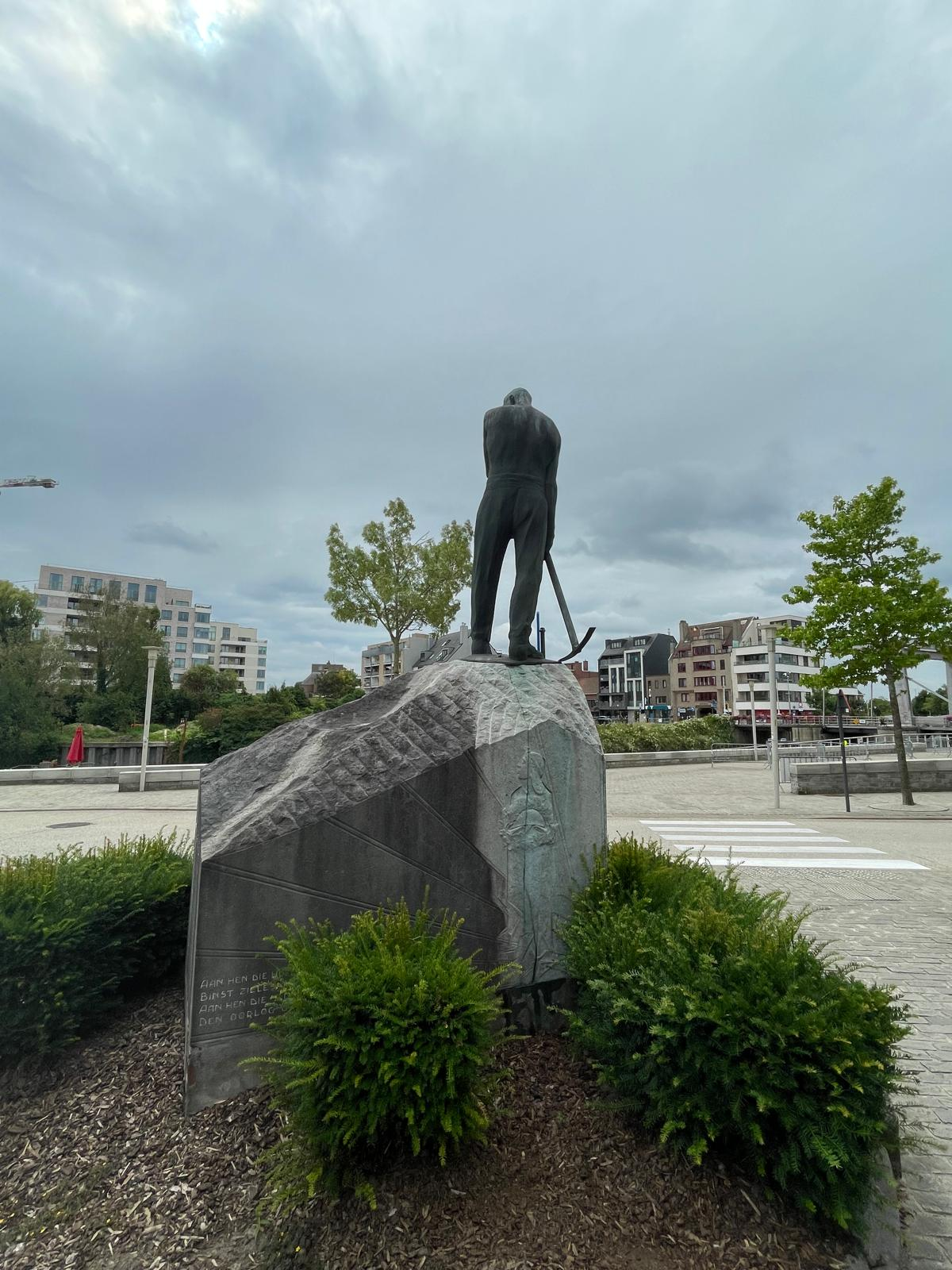
Achteraanzicht
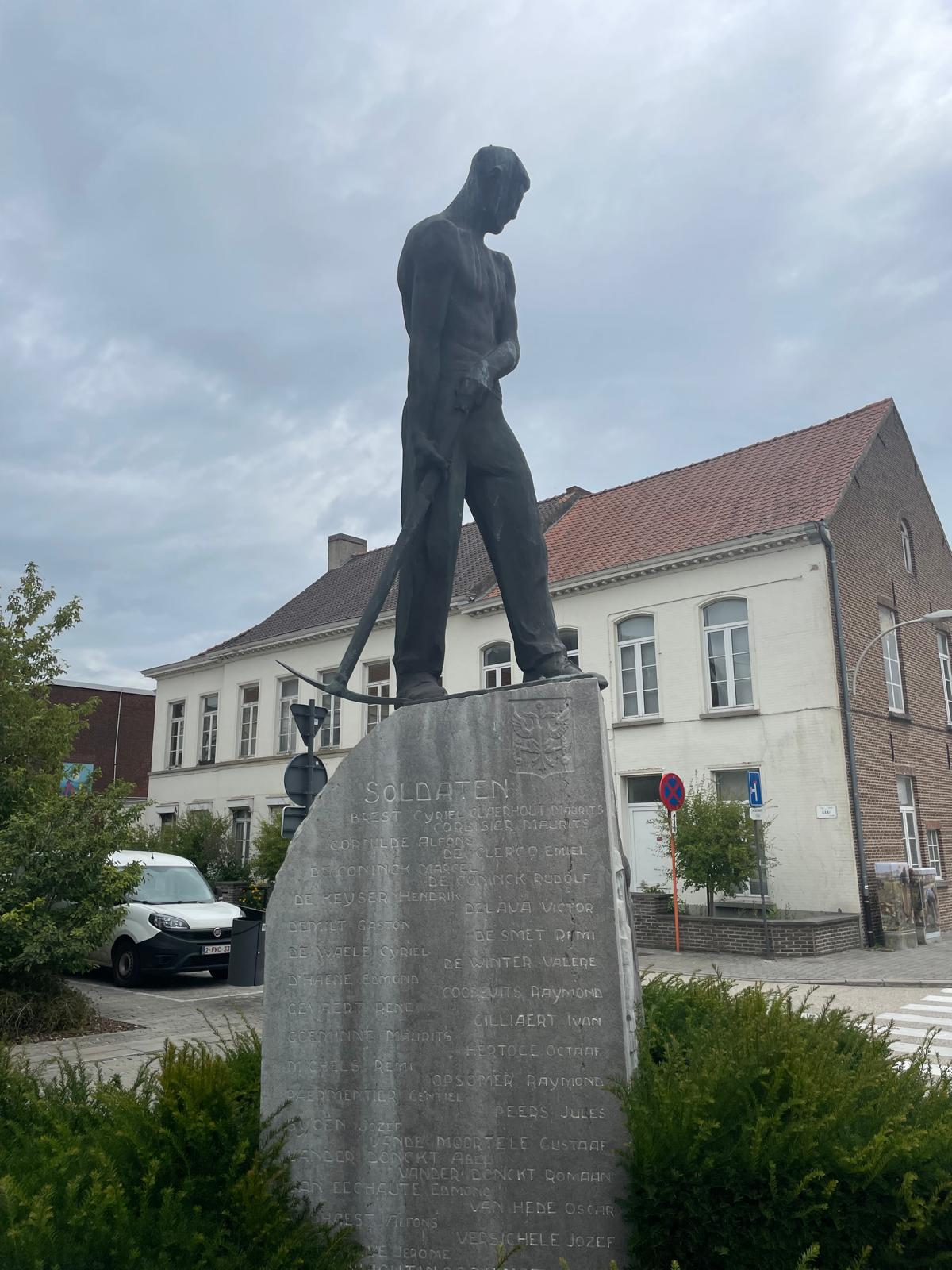
Vooraanzicht